# Pozdní návraty
Pozdní návraty je desáté studiové album brněnské skupiny Kamelot. Vydáno bylo ve společnosti Monitor EMI v roce 2001, mastering provedlo studio Jalovec (Petr Werner). Jedná se o písně, které měl jejich autor Roman Horký "schované v šuplíku" již z 80. let 20. století a znamenají tak obsahově návrat do raných fází skupiny. K interpretaci byli také přizváni bývalí členové.

## Obsazení
Autorem všech textů a hudby je Roman Horký.
Složení skupiny
- Roman Horký – sólo kytara, sólový zpěv (1, 5, 9, 11, 13, 18, 20), sbory
- Viktor Porkristl – doprovodná kytara, sólový zpěv (2, 3, 12, 14, 20), sbory
- Petr Rotschein – baskytara, kontrabas, sólový zpěv (20), sbory
- Věra Horká – sólový zpěv (2, 7, 10, 15, 17, 19, 20), sbory
- Jana Chovancová – sólový zpěv (4, 12, 20), sbory
- Jaroslav Zoufalý – conga, perkuse, sólový zpěv (8, 16, 20), sbory
- Vladimír Chromeček – sólový zpěv (6, 20), sbory, kašel

## Skladby
1. Pozdní návraty
2. Poznání
3. Karolína
4. Léto
5. Poštou holubí
6. Strasti trampa Vladimíra
7. Budík
8. Náhodou
9. Tajemství
10. Když léto končí
11. Neděle, co byla fajn
12. Nečekám
13. Kdepak jsi zůstal
14. Julia
15. Už mě nenajdeš
16. Gabriela
17. Nevěřím
18. Ve znamení vodnáře
19. Zamilovaná
20. Ketkovák II